# Lyellia calycina
Lyellia calycina là một loài Rêu trong họ Polytrichaceae. Loài này được (Hook.) R. Br. mô tả khoa học đầu tiên năm 1827.